# Anthophora acutilabris
Anthophora acutilabris är en biart som beskrevs av Morawitz 1880. Anthophora acutilabris ingår i släktet pälsbin, och familjen långtungebin. Inga underarter finns listade i Catalogue of Life.